# 扁肢紧腹溪蟹
扁肢紧腹溪蟹（学名：Artopotamon compressum）为溪蟹科紧腹溪蟹属的动物。在中国大陆，分布于云南等地，主要生活于海拔1900米左右的热带雨林内山涧溪流的石洞中、底质多为石灰岩、岩上附有青苔和藻类。